# Ingvar Gran
Ingvar Conny Gran, född 15 oktober 1951 i Malmö, död 10 augusti 1985 i Malmö, var en svensk kompositör och musiker.
Gran är gravsatt i minneslunden på Östra kyrkogården i Malmö.

## Filmmusik
- 1970 – Mera ur Kärlekens språk